# Herbert Heinrich (Autor)
Herbert Werner Heinrich (* 2. Oktober 1922 in Berlin; † 14. Dezember 2012 in Peguera) war Autor zahlreicher Wanderbücher und selbst Wanderführer auf Mallorca, wo er seit 1983 lebte. Seine populären Beschreibungen der Wanderwege durch Mallorcas Berge haben das Wandern auf der Insel auch bei Touristen beliebt gemacht. Einige seiner Bücher wurden ins Spanische und ins Englische übersetzt.

## Leben
Herbert Heinrich wurde in Berlin geboren. Seine Mutter starb, als er elf Jahre alt war, und der Junge wurde in das Internat der Schulfarm Insel Scharfenberg gegeben. Mit 19 Jahren kam er zum Reichsarbeitsdienst und musste in Ostpreußen Schützengräben ausheben. Im Folgejahr 1942 wurde er zum Kriegsdienst eingezogen und zu Rommels Afrikakorps in der Nähe von El Alamein beordert, wo er nach drei Monaten von britischen Truppen gefangen genommen wurde.
Als Kriegsgefangener wurde Heinrich nach Kanada in ein Lager gebracht, wo er Holzfällerarbeiten im Urwald leisten musste.
Hier konnte er dank seines ausgeprägten künstlerischen Talentes seine Rationen aufbessern, indem er Porträts der Wachoffiziere anfertigte. Nachdem Herbert Heinrich 1946 zunächst nach Schottland verlegt worden war, wurde er am 28. Februar 1947 aus der Gefangenschaft entlassen.
Herbert Heinrich kehrte nach Berlin zurück und absolvierte an der dortigen Hochschule für Bildende Künste in Berlin eine Ausbildung zum Gebrauchsgrafiker. Die Ehe mit einer Absolventin der Töpferklasse wurde 1958 geschlossen und nach über zwanzig Jahren wieder geschieden. Über 30 Jahre lang arbeitete er für Ausstellungen und Messen und in der Gestaltung von Druckwerbung, meistens für Direktvertriebsfirmen.
1954 besuchte Herbert Heinrich zum ersten Mal Mallorca und verbrachte seinen Urlaub fortan häufig auf der Insel. 1975 kaufte er eine Wohnung in Cala Fornells und siedelte 1983 endgültig nach Mallorca über. Herbert Heinrich lernte an der Seite einer einheimischen Wandergruppe die Berge der Serra de Tramuntana kennen und begann seine ersten Wanderbücher zu schreiben. Bald arbeitete er auch als Wanderführer, und zwar sowohl selbständig als auch für Touristik-Unternehmen. Beide Tätigkeiten führte er bis ins hohe Alter aus.
Am 14. Dezember 2012, wenige Wochen nach seinem 90. Geburtstag, starb Herbert Heinrich in seiner Wohnung in Cala Fornells.

## Werk
Bei seinen Wanderungen zusammen mit einheimischen „Muntanyers“ in seiner Wahlheimat Mallorca stellte Heinrich fest, dass Wanderwege nicht ausgeschildert waren und dass brauchbare Karten und Wegbeschreibungen kaum existierten. Die Namen der Berggipfel und anderer Landmarken existierten in den verschiedensten Varianten oder waren gar nicht bekannt. Neben militärischen Messtischblättern zog Heinrich daher auch alte Landkarten und Reisebeschreibungen aus den Bibliotheken und Archiven der Hauptstadt Palma zu Rate.
Ab 1985 erschienen zunächst seine beiden Bände über Wanderrouten in Mallorcas touristisch beliebter Südwestregion mit von ihm selbst gezeichneten, leicht verständlichen Panoramakarten, danach in loser Folge weitere Wander- und Freizeitbücher über Mallorca. Neben den Wegbeschreibungen bieten Heinrichs Wanderführer eine Vielzahl an kulturellen und historischen Hintergrundinformationen. Die Werke wurden vom Autor liebevoll und witzig illustriert und bis ins hohe Alter kontinuierlich aktualisiert; 2007 erschien die letzte Auflage von Band 1.
Heinrichs humorvoller und lebendiger Schreibstil macht seine Bücher bis heute zu einer vergnüglichen Bildungslektüre, auch wenn die geschilderten Wanderwege aufgrund von Bauaktivitäten, Absperrungen, Waldbränden und dergleichen nicht mehr auf dem aktuellen Stand sind. Neben seinen eigenen Büchern verfasste Herbert Heinrich Beiträge für die Wanderführer anderer Verlage. Regelmäßig wurden auch Artikel, Fotos und Zeichnungen von ihm in der deutschen Wochenzeitung Mallorca Magazin veröffentlicht. In vielen Fernsehsendungen, vorwiegend der Dritten Programme, trat Heinrich als Mallorca-Experte auf.
Anlässlich seines 80. Geburtstags im Oktober 2002 wurde Herbert Heinrich von zahlreichen Organisationen für seine Verdienste um den grünen Tourismus geehrt und ausgezeichnet, darunter der Consell Insular, die Regierung Mallorcas, der Fremdenverkehrs-Verband Agencia Balear de Turismo und die Vereinigung der Hoteliers der Gemeinde Calvia.

## Werke
Herbert Heinrich, 11 Mallorca-Insider-Bücher, Editorial Moll, Palma de Mallorca 1985 ff.
- Band 1: Mallorca: Wanderungen durch die Südwestregion 1. Mit aktualisierten Routen und einem Faltplan der Wandergebiete von Peguera, Calvia, Es Capdella, Andratx, Sant Elm (San Telmo) und der Finca Galatzo
- Band 2: Mallorca: Wanderungen durch die Südwestregion 2. Mit Panoramakarten von der Serra Na Burguesa bis zum Esclop
- Band 3: Mallorca: 12 klassische Wanderungen. Mit anschaulichen Panoramakarten und vielen Illustrationen (auch auf Englisch erschienen)
- Band 4: Das Mallorca Ludwig Salvators heute erlebt. Ausflüge in die Vergangenheit auf den Spuren des Erzherzogs (auch auf Englisch und auf Spanisch erschienen)
- Band 5: Mallorca-Erlebnis-Buch. Viele hilfreiche Insider-Tipps für mehr Spaß auf der reizvollen Insel, mit heiteren Illustrationen
- Band 6: Verliebt in Mallorca. Geschichten und Feuilletons, reich illustriert
- Band 7: Mallorca: 12 Abenteuer-Wanderungen durch die Serra Tramuntana. Mit anschaulichen Panoramakarten und vielen Illustrationen (auch auf Englisch und auf Spanisch erschienen)
- Band 8: 10 schöne, wenig bekannte Wanderungen auf Mallorca. Erlebnisreiche, leichte bis mittelschwere Wanderungen durch Mallorcas Berge und entlang der Traumküste. Mit anschaulichen Panoramakarten und vielen Illustrationen
- Band 9: Mallorca-Südwest: Spaziergänge und leichte Wanderungen durch die Küstenregion und Palma. Für Menschen mit kulturellen Interessen. Mit anschaulichen Panoramakarten, Faltplan und vielen Illustrationen
- Band 10: Unruhestand unter Palmen. Erfahrungen und Tipps von einem, der sich erfolgreich auf Mallorca „zur Ruhe gesetzt hat“.
- Band 11: Mallorca-Fibel für Jung und Alt. Hilfreiches, Interessantes, Spannendes und was ihr immer schon wissen wolltet, mit „Geschichte Mallorcas in Comics“
- Das Abenteuer Vergangenheit: Die Geschichte Mallorcas zum Anfassen, Frühzeit bis 15. Jh., farbig illustr. Heft o. Verlag u. Jahr (auch in Englisch)
- Mallorca: Ein Buch für Eltern und Kinder, Verlag Reise-Know-how, Bielefeld 1997
- Zeitzeuge (Autobiografie), unveröffentlichtes Manuskript